# Tiburonia granrojo
Tiburonia granrojo is een schijfkwal uit de familie Ulmaridae. De kwal komt uit het geslacht Tiburonia. Tiburonia granrojo werd in 2003 voor het eerst wetenschappelijk beschreven door Matsumoto, Raskoff & Lindsay. 